# Ubol-Ratana-Staudamm
Der Ubol-Ratana-Staudamm (Thai: เขื่อนอุบลรัตน์, Aussprache: [kʰɯ̀an ʔùʔbon rát] – „Ubon-Rat-Damm“) wurde zwischen 1964 und 1966 im Bezirk (Amphoe) Ubolratana, Provinz (Changwat) Khon Kaen in der Nordostregion von Thailand, dem so genannten Isan, errichtet. Sowohl der Bezirk als auch der Staudamm sind benannt nach der thailändischen Prinzessin Ubol Ratana.
Die Talsperre liegt an der Durchbruchstelle des Lam-Nam Phong (Phong-Fluss) durch das Phu-Phan-Gebirge und ist ein Teil des Nam-Phong-Projektes des thailändischen Stromunternehmens EGAT. Der Lam-Nam Phong ist ein Nebenfluss des Mae Nam Chi (Chi-Fluss).
Der Staudamm selbst ist als Felsschüttdamm angelegt.
1984 erfolgte eine grundlegende Sanierung der Anlage, um die Sicherheit und die Leistungsfähigkeit zu erhöhen. Der Damm ist 35 Meter hoch, 885 Meter lang und hat ein Fassungsvermögen von 2263,6 Millionen Kubikmeter. Das Wasserkraftwerk hat eine Leistung von insgesamt 25,2 MW. Es besteht aus drei Einheiten mit Kaplan-Turbinen, die jeweils 8,4 MW erzeugen.